# Čichtice
Čichtice jsou vesnice, část města Bavorov v okrese Strakonice v Jihočeském kraji. Nachází se asi 2,5 kilometru jižně od Bavorova, nad pravým břehem Zlatého potoka. Čichtice jsou také název katastrálního území o rozloze 7,11 km².
V katastrálním území Čichtice se nacházejí rybníky Bašta, Hluboký, Lhotovský, Březovík, Malý Nadýmač, Velký Nadýmač a Blaňov.

## Historie
První písemná zmínka o vesnici pochází z roku 1359.

## Obyvatelstvo
| Rok            | 1869 | 1880 | 1890 | 1900 | 1910 | 1921 | 1930 | 1950 | 1961 | 1970 | 1980 | 1991 | 2001 | 2011 | 2021 |
| -------------- | ---- | ---- | ---- | ---- | ---- | ---- | ---- | ---- | ---- | ---- | ---- | ---- | ---- | ---- | ---- |
| Počet obyvatel | 539  | 539  | 469  | 452  | 426  | 449  | 359  | 265  | 240  | 187  | 126  | 88   | 85   | 99   | 128  |
| Počet domů     | 84   | 90   | 89   | 85   | 86   | 85   | 89   | 88   | 70   | 58   | 48   | 66   | 75   | 78   | 82   |

## Obecní správa
Při sčítání lidu v letech 1850–1971 Čichtice byly samostatnou obcí, se kterým patřily nejprve do okresu Prachatice, ale v roce 1950 v okrese Vodňany a od roku 1960 v okrese Strakonice. Od 26. listopadu 1971 jsou částí města Bavorov v okrese Strakonice, kdy se konaly městské volby.

## Pamětihodnosti a zajímavosti

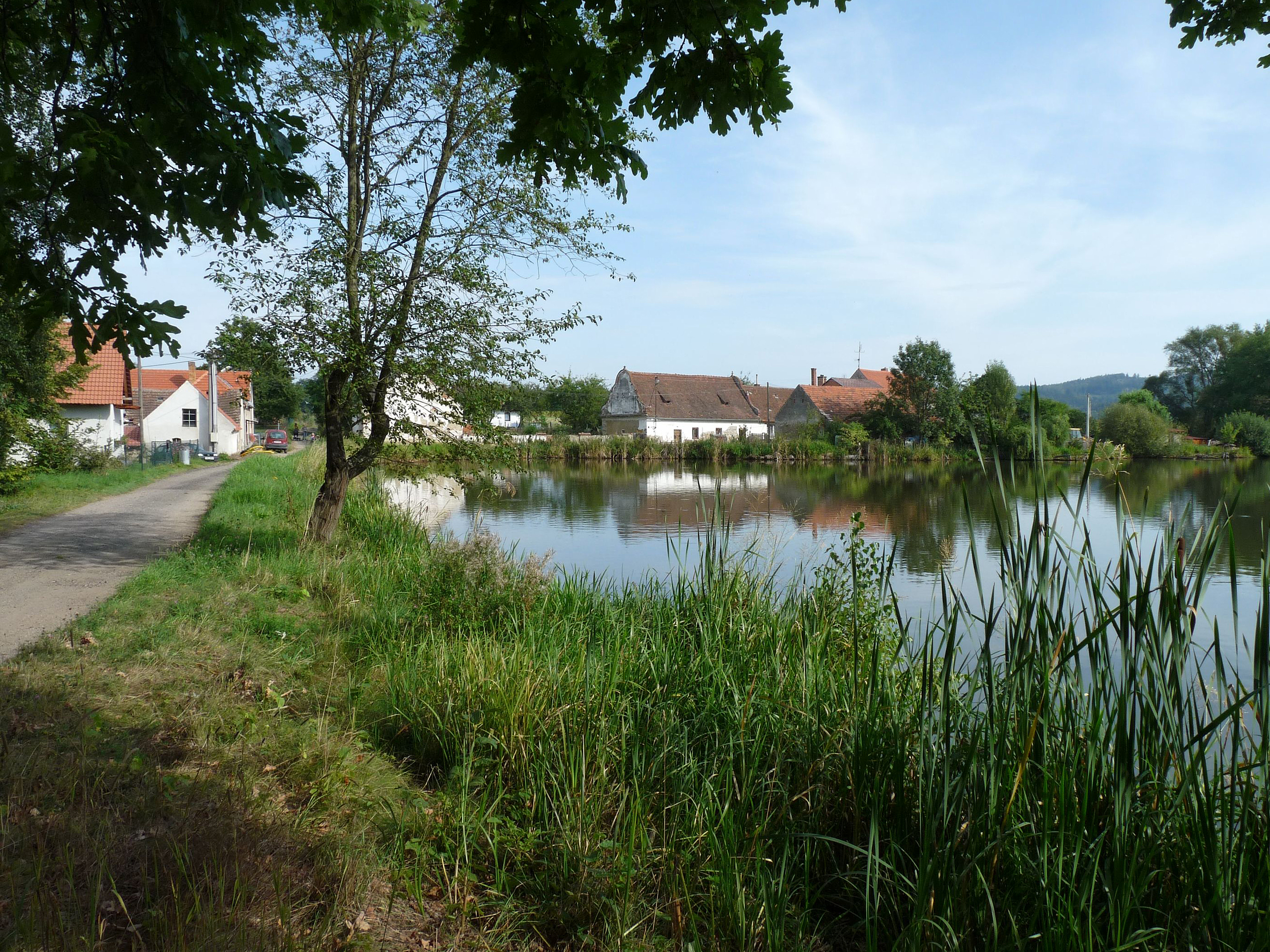
Rybník Bašta na východě vsi

- Návesní kaple Panny Marie z 19. století s pamětními deskami obětem druhé světové války a křížkem datovaným 2008
- Výklenková kaple svatého Jana Nepomuckého vedle bývalé školy
- Pomník obětem druhé světové války
- Židovský hřbitov jižně od vsi
- Nový Dvůr při silnici na východ od vsi
- Nedaleko odtud se natáčela známá pohádka Zdeňka Trošky, Princezna ze mlejna - u Lhotovského rybníka se pásly husy, kachny a slepice.
- Z Čichtic vede mnoho zkratek k nejbližšímu městu, Bavorovu.

## Osobnosti
- Jan Studlar (1896–1969), brigádní generál, legionář, odbojář